# رن جیه
رن جیه (انگلیسی: Ren Jie؛ زادهٔ ۸ فوریهٔ ۱۹۸۰) تیرانداز زن اهل چین است. وی در بازی‌های المپیک تابستانی ۲۰۰۰، ۲۰۰۴ و ۲۰۰۸ حضور داشته‌است.